# Sankouissi (Gounghin)
Pour les articles homonymes, voir Sankouissi.
Sankouissi est un village situé dans le département de Gounghin de la province de Kouritenga dans la région du Centre-Est au Burkina Faso.